# VK4502(P)
VK45.02(P)は第二次世界大戦中にドイツのポルシェ社で計画された試作重戦車である。工学博士フェルディナント・ポルシェの手になるタイプ180およびタイプ181が計画されたが設計段階で終了した。製造された車輌は存在しない。ポルシェの原案では駆動方法の異なるタイプ180、タイプ181が存在し、また車体の前方に砲塔を配置する型式と、車体の後部に砲塔を配置する型式とが設計されていた。
タイプ180はVK4501(P)の設計を踏襲した上で足回りを強化していた。基本形状はよりリファインされ、前面装甲が傾斜した一枚板で構成されたが、駆動方式はVK4501(P)を引き継いでタイプ101/3ガソリンエンジン2基および駆動用電動機の構成を採用していた。第二案にはポルシェ・タイプ101/4エンジンの搭載が計画されたが、相違は少ない。この車輌の総重量は64tと推定された。主砲には71口径8.8cm戦車砲が用いられ、約68発の砲弾を積んだ。弾薬の配置は16発が砲塔、42発が車体、10発が床上である。このほかにMG34を2挺装備するものとした。
タイプ181は流体駆動機構を装備するものとして計画された車輌である。VK4501(P)のシャーシを流用したポルシェ・タイプ102では、従来の機械式主変速機の代わりにフォイト製油圧式NITA主変速機を採用した。この変速機は2基の油圧式トルクコンバーター2基を装備しており、機械式変速機に効率が劣るものの、電気式主変速機と同等の性能を示すことが期待されていた。しかしながらこの後、開発作業は停止した。タイプ181はタイプ102と同様、流体駆動機構を採用した。
タイプ181のエンジンは、一次案ではV型10気筒、335馬力の101/4エンジンを2基、二次案ではポルシェ・ドイツ・ディーゼルエンジン2基、三次案ではポルシェ・ディーゼルエンジンの出力向上型を搭載することが予定された。ポルシェ・ドイツ・ディーゼルエンジンはX型に16気筒を配する排気量19.6リットルのエンジンで、370PSを発揮する予定だった。三次案ではこのエンジンの定格出力が700PSとされ、排気量37リットルのエンジンが1基のみ試作された。

1943年2月17日付のクルップのレポートによると---------------
ポルシェはニーベルンゲンベルグにて 3台のVK4502(P)を完成。
エレクトリック駆動で"新型サスペンション"を装備。
(量産型ではハイドロリック駆動に変更、"新型サスペンション装備"、900馬力の空冷ディーゼルエンジン搭載、装甲厚増加を予定。)
その後
1944年4月25日付のクルップのレポートによると--------------
VK4502(P) ポルシェタイガー試作型用の3台のターレットのうち1塔が完成、あとの2塔は部品は全部揃ったがアッセンブリ用の工具がなくて放置状態。
さらに１９４５年　キュンマンスドルフ兵器実験場東門にて、主砲8.8cmeter L/70のポルシェ砲塔付ティーガー （不動状態）がマーダーIIIとヘッツアー共に戦闘団を構成してT-34と交戦との記録あり。